# Bad Schandau

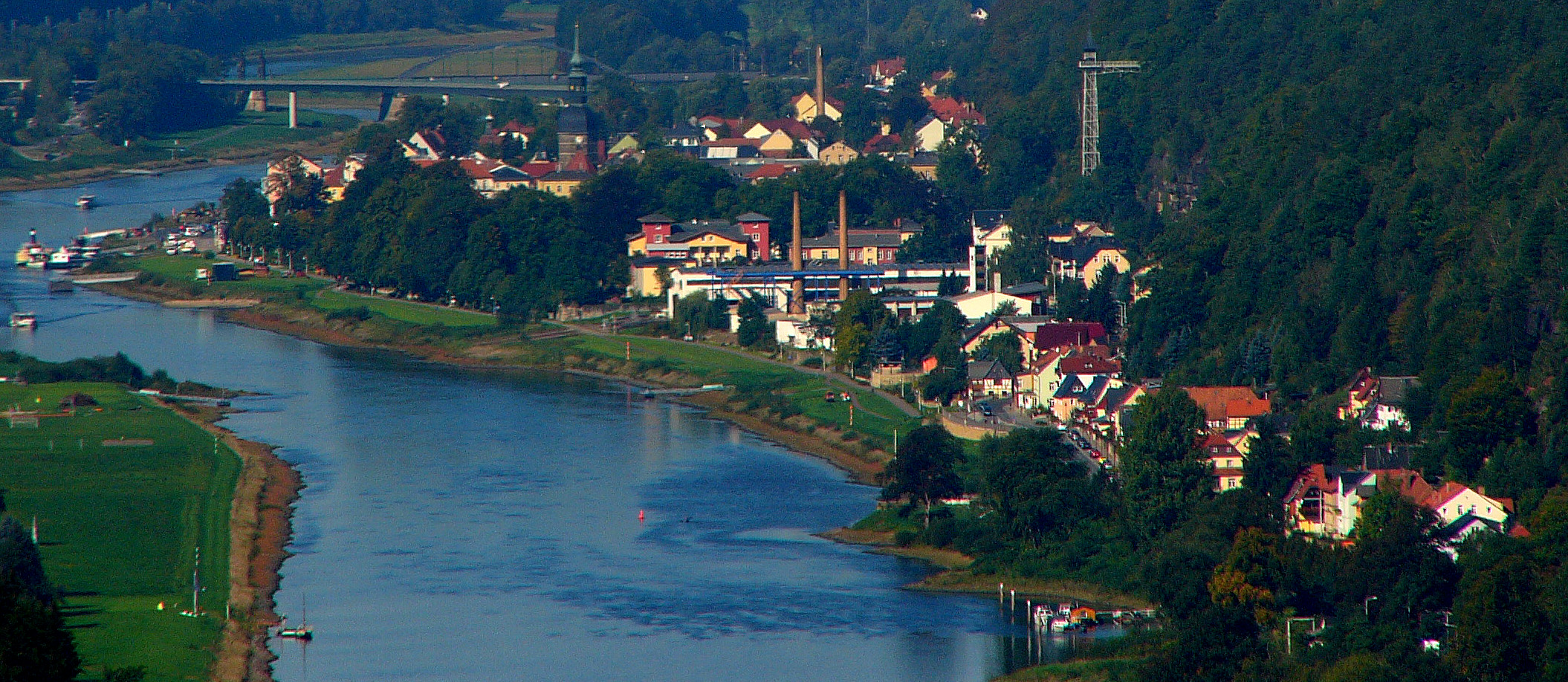
Bad Schandau, Blick von der kleinen Bastei

Bad Schandau (bis 1920 Schandau) ist eine sächsische Kleinstadt sowie ein staatlich anerkanntes Kneippheilbad und Erholungsort im Landkreis Sächsische Schweiz-Osterzgebirge an der Elbe.

## Geographie
Bad Schandau liegt rechts der Elbe direkt am Nationalpark Sächsische Schweiz im Elbsandsteingebirge; das Nationalparkzentrum liegt in der Stadt. Der ursprüngliche Ortskern schmiegt sich an die steil aufragenden Sandsteinfelsen des rechten, nördlichen Elbufers und zwängt sich teilweise in das enge Tal der Kirnitzsch. Der Ortskern liegt bei 121,7 m ü. HN (Markt), während die Höhen über 400 Meter ü. HN liegen. Eine Überlandstraßenbahn, die Kirnitzschtalbahn, begleitet das Flüsschen über mehrere Kilometer und erschließt Teile der Hinteren Sächsischen Schweiz.
Die Stadt grenzt unmittelbar an das Nachbarland Tschechien.

## Stadtgliederung
Die Stadtgemeinde besteht aus den acht Ortsteilen Krippen, Porschdorf (mit Neuporschdorf), Postelwitz, Prossen, Schmilka, Ostrau, Waltersdorf und der alten, namensstiftenden Siedlung Schandau.

### Krippen

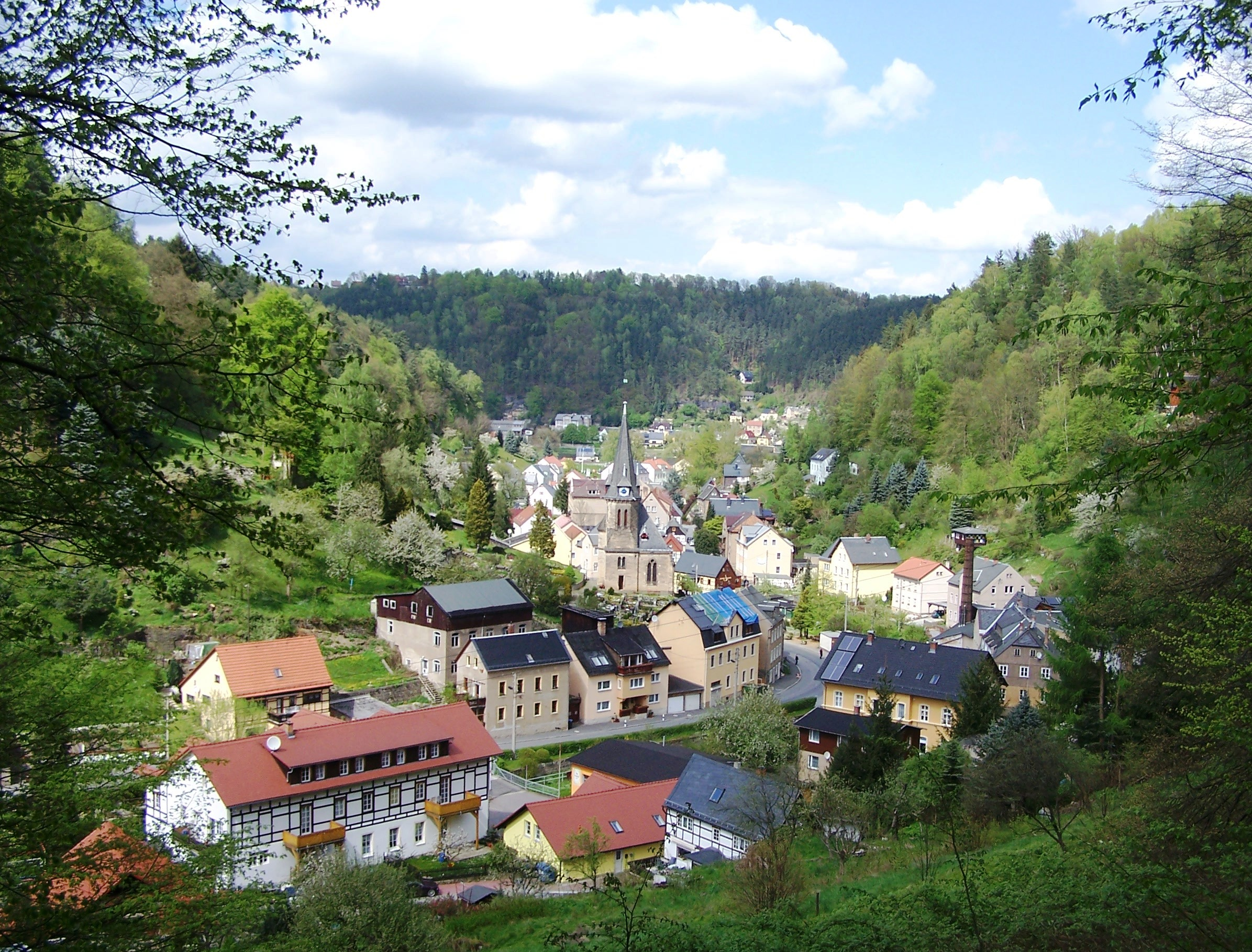
Blick auf Krippen

Krippen liegt als einziger Ortsteil Bad Schandaus am linken Elbufer. Krippen war Wirkungsbereich von Friedrich Gottlob Keller (1816–1895), dem Erfinder des Holzschliffs zur Papierherstellung, dem hier ein Museum gewidmet ist.

### Postelwitz

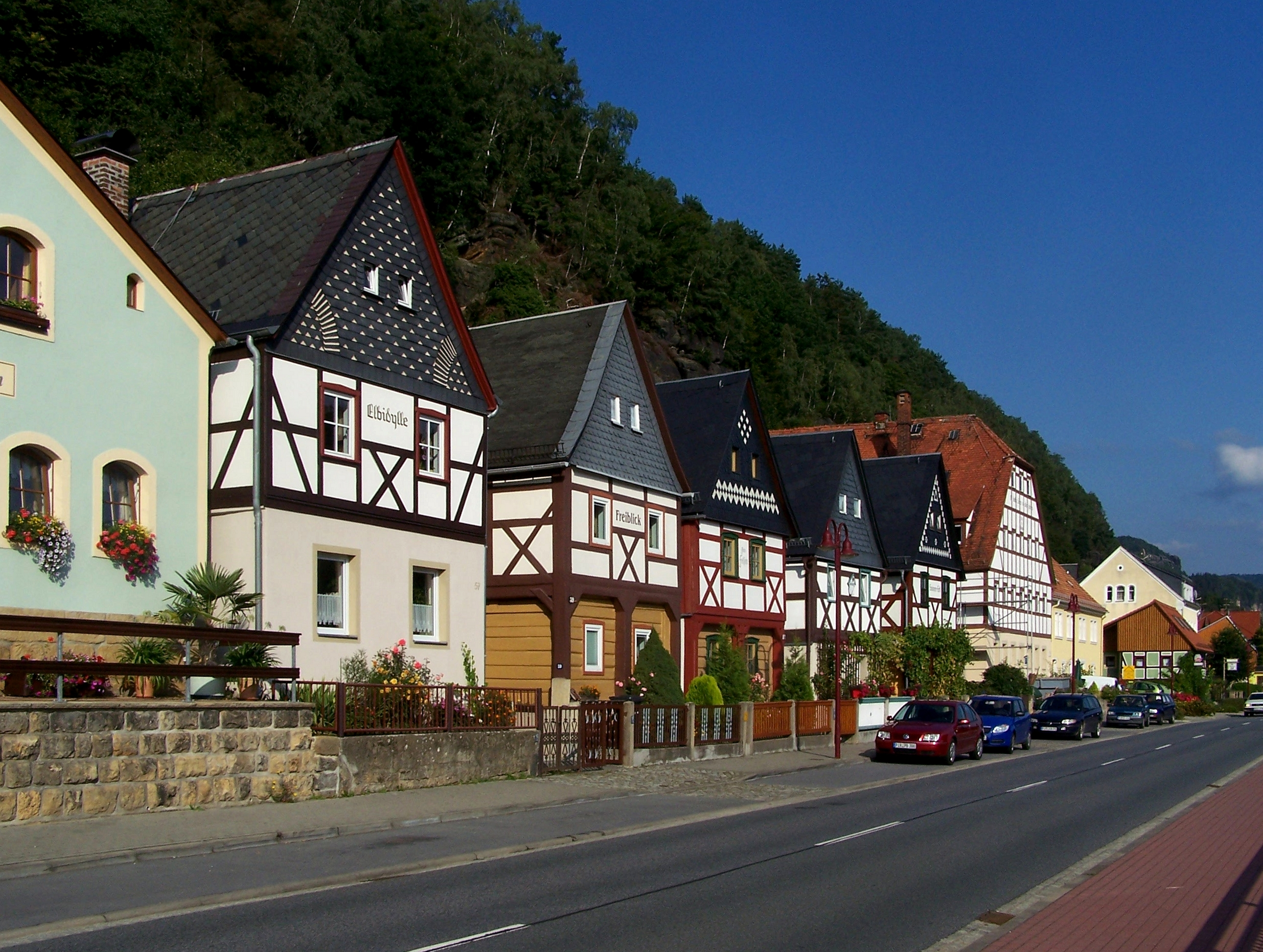
Sieben-Brüder-Häuser in Postelwitz

Die Sommerfrische Postelwitz ist ein dicht an den Felshang gepresster, aus einer einzigen Häuserzeile bestehender Ortsteil von Bad Schandau ungefähr zwei Kilometer elbaufwärts unterhalb der Schrammsteine. Die ursprünglich slawische Niederlassung von Flößern, Fischern, Steinbrechern und Schiffbauern ist seit 1446 urkundlich nachgewiesen. Schiffsankerschmiede wirkten im Dorf bis 1968. Die ortseigenen Steinbrüche auf Sandstein (zeitweilig die wichtigsten der Gegend) waren seit der zweiten Hälfte des 16. Jahrhunderts bis 1907 in Betrieb, wurden dann aufgeforstet und sind heute über die Elbpromenade erreichbar. Die erhaltenen Fachwerkhäuser Nr. 55–67, die sogenannten Sieben-Brüder-Häuser, gehen auf eine Sage zurück, in der ein Schiffer für seine Söhne jeweils ein Haus errichtet haben soll. Sein eigenes Gebäude aber hätte alle überragt. An den Häusern Nr. 43 und 69 sowie am Fährmannshaus sind Hochwassermarken der Elbe angebracht. Am 1. April 1934 wurde Postelwitz nach Bad Schandau eingemeindet. 2009 zählte Postelwitz 282 Einwohner (1999: 323 Einwohner).

### Schmilka

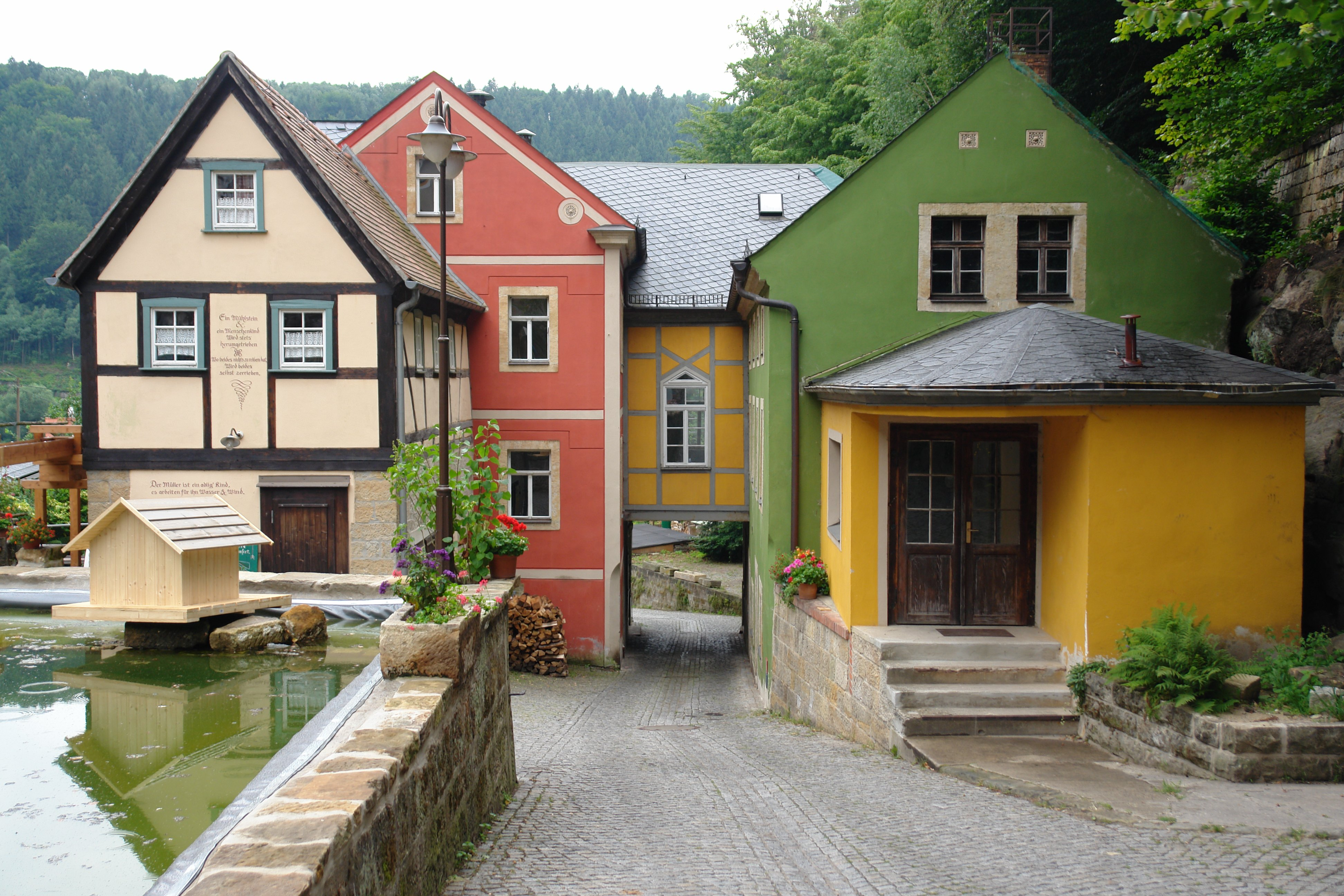
Schmilka: Blick auf die Schmilksche Mühle

Schmilka ist der Grenzort nach Tschechien an der Elbe mit 75 Einwohnern. Der Ort ist Ausgangspunkt zu Wanderungen, etwa zu den Schrammsteinen und dem Großen Winterberg.

### Ostrau
Ostrau auf der Ostrauer Scheibe erhebt sich 130 m über der Elbe und liegt auf 245 m ü. NN. Der eiszeitliche Lößlehm auf der Ebenheit der Ostrauer Scheibe ließ in einer frühen Siedlungsperiode die Anlegung eines deutschen Dorfes für ehemals sieben Höfe zu. Mit dem Hauptort ist Ostrau seit 1904 direkt mit einem freistehenden elektrischen Personenaufzug verbunden, der auf Anregung des Hoteliers Rudolf Sendig erbaut und durch ihn auch finanziert wurde. Alte Bauernhöfe im Fachwerkstil, Pensionen, Ferienheime, eine moderne Kuranstalt, Gasthöfe, Villen und Einfamilienhäuschen stellen die Ausstattung des Stadtteils dar. Mit knapp 100 Bewohnern führte der Teilort bis zum Ende des 19. Jahrhunderts ein recht abgeschiedenes Dasein auf seiner exponierten Höhe. Doch gerade diese Lage mit weiter Rundsicht ließ um 1900 den ambitionierten Plan aufkommen, hier ein exklusives Touristenzentrum mit Sportstätten, Gesundheits-Resort und Flugplatz zu schaffen (Projekt Weltsportplatz). Aber es wurde nur der Personenaufzug gebaut, und am Ostrauer Ring entstanden Holzvillen im skandinavischen Stil, ebenfalls auf Initiative von Sendig. Am 1. April 1934 wurde Ostrau nach Bad Schandau eingemeindet. 2007 zählte Ostrau 419 Einwohner (1999: 541 Einwohner).

## Geschichte
In der ersten Hälfte des 14. Jahrhunderts erwarben deutsche Ansiedler die Elbwiesen zwischen Rathmannsdorf und Postelwitz von der Feudalherrschaft Hohnstein und gründeten hier einen Handelsplatz. Schandau wurde 1445 erstmals urkundlich erwähnt und erhielt durch seine wichtige Lage als Handelsplatz an der Elbe 1467 durch Ratsverfassung faktisch den Status einer Stadt. Seit zirka 1800 ist Bad Schandau Kurort und Sommerfrische. 1877 bekam der Ort mit der Carolabrücke eine feste Elbquerung. 1920 wurde der Stadt der amtliche Titel „Bad“ verliehen, 1936 und abermals 2010 wurde sie zum Kneippkurort ernannt. Am 13. Januar 2024 erhielt Bad Schandau mit seinen Ortsteilen Krippen, Ostrau und Schmilka die Auszeichnung als „staatlich anerkanntes Kneippheilbad“.
Im Ort wurde 1953 ein Zeltlager der Freien Deutschen Jugend (FDJ) für die Delegierten der 4. Weltfestspiele der Jugend und Studenten in Bukarest errichtet.
Am 1. Januar 2000 bildeten die Gemeinden Bad Schandau, Porschdorf, Rathmannsdorf und Reinhardtsdorf-Schöna die Verwaltungsgemeinschaft Bad Schandau, um die Verwaltungsgeschäfte gemeinsam erledigen zu können. Verwaltungssitz wurde Bad Schandau. Zum 1. Januar 2012 wurde die Gemeinde Porschdorf mit den Ortsteilen Neuporschdorf, Waltersdorf und Prossen nach Bad Schandau eingemeindet. Beide Orte verband nur ein sehr kurzes Grenzstück.
Bad Schandau war von den Elbhochwasserereignissen der Jahre 1845, 2002, 2006 und 2013 schwer betroffen. Das Hochwasser stand am 16./17. August 2002 9,78 m über Mittelwasser, 4,28 m über dem Markt und 3,46 m hoch in der Kirche. Der Höchstpegel wurde in Schöna mit 12,04 m gemessen (Höchstpegel Bad Schandau 11,88) bei einer Durchflussmenge von 4780 m³/s. Es wurde ein Höchststand 4 cm unter dem Hochwasser von 1845 festgestellt. Am 3. April 2006 erreichte das Hochwasser um ca. 23:00 Uhr einen Höchststand von 6,78 m über Mittelwasser und 1,28 m über dem Markt. Der Höchstpegel in Schöna lag bei 8,88 m, die Durchflussmenge betrug 2720 m³/s. Der Markt wurde bei Pegel Schöna 7,60 m überflutet. Am 6. Juni 2013 erreichte das Hochwasser um ca. 15:00 Uhr einen Höchststand von 8,55 m über Mittelwasser und 3,05 m über dem Markt. Der Höchstpegel Schöna betrug 10,65 m.

Historische Impressionen
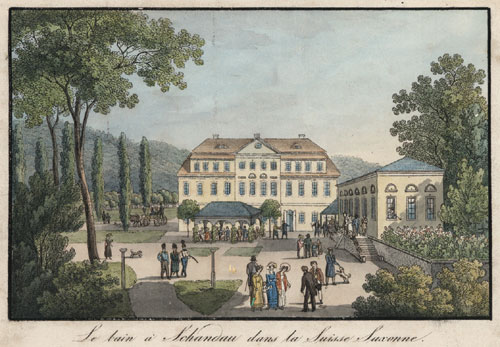
Kuranlagen von Schandau, um 1820
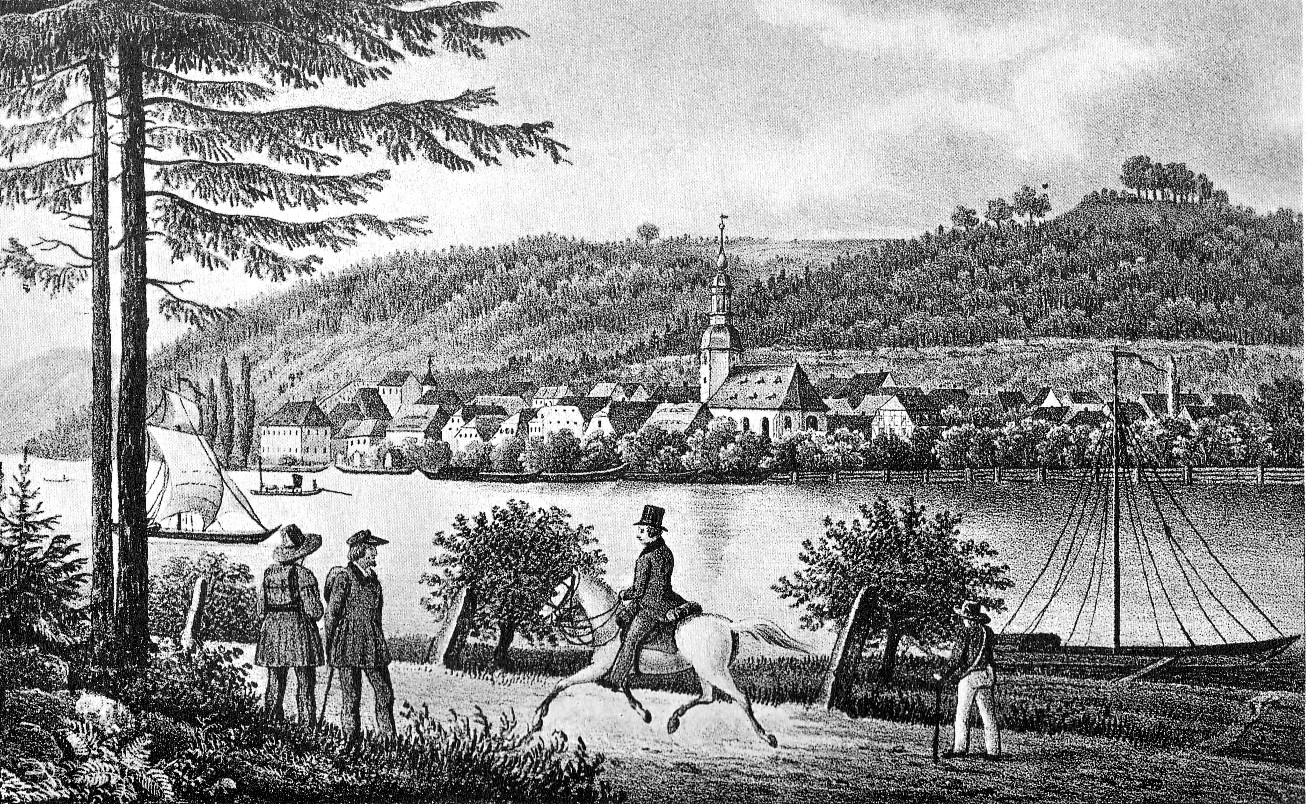
Schandau um 1850
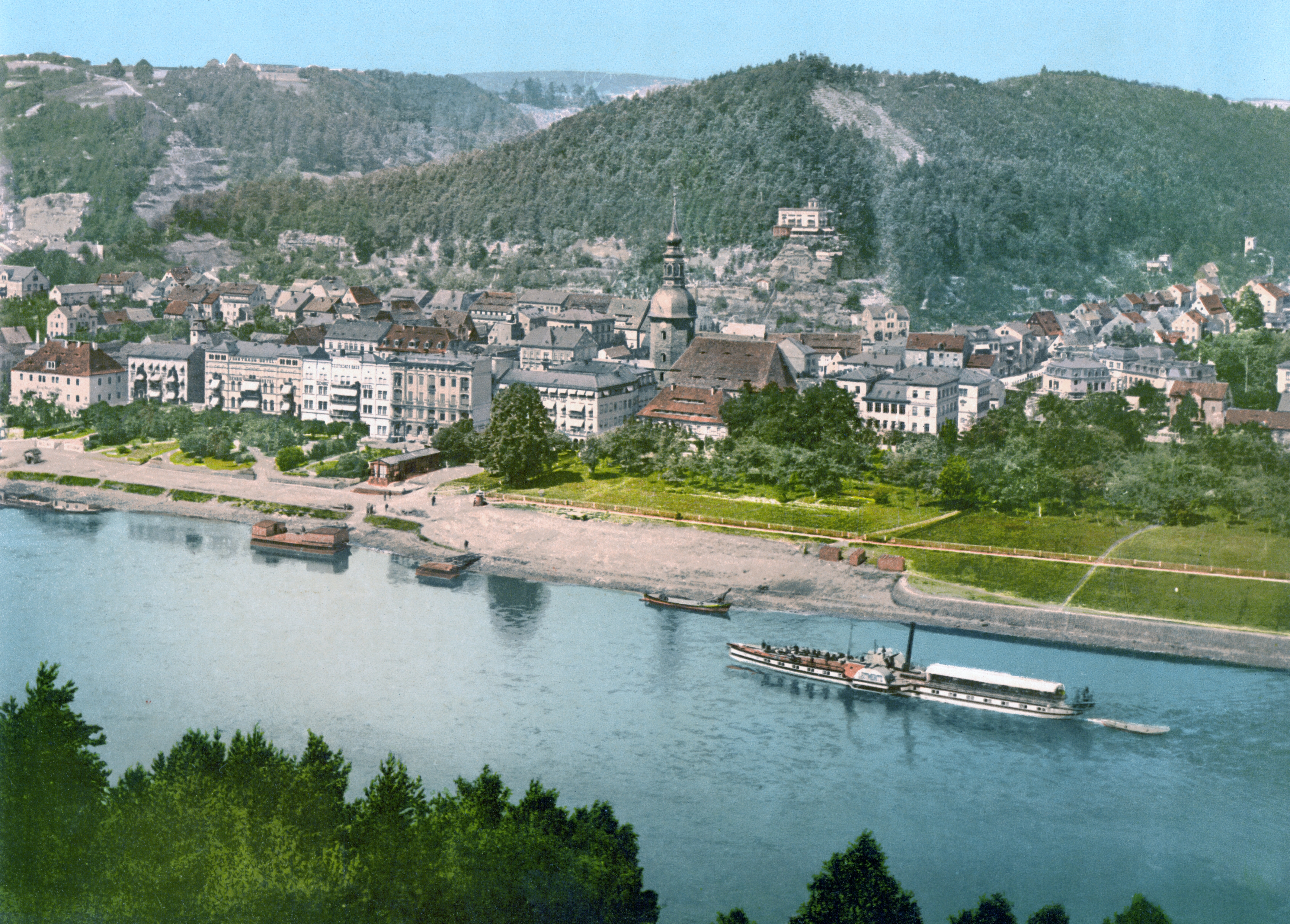
Schandau um 1900
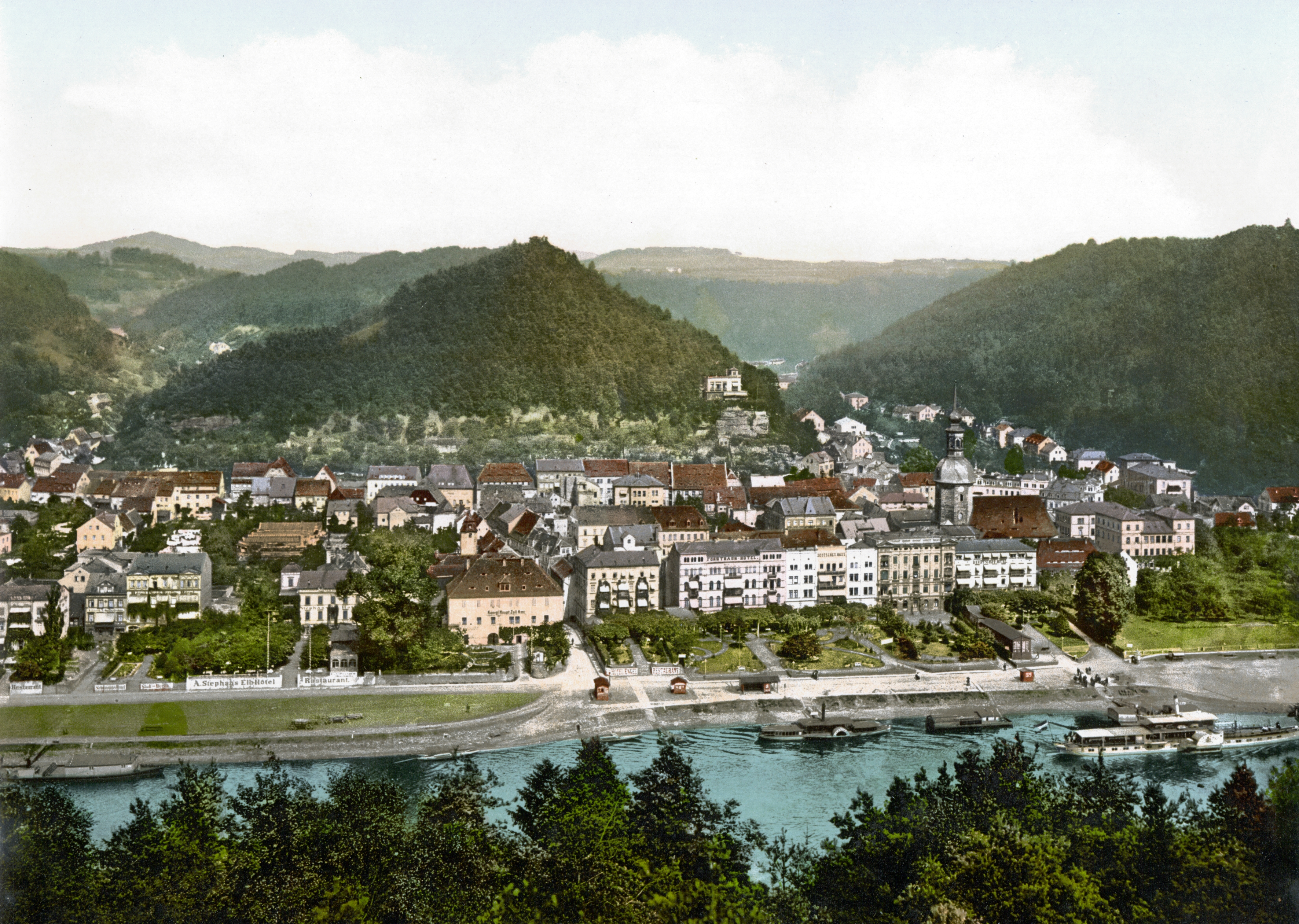
Schandau um 1900
Karte von Schandau um 1900

## Politik

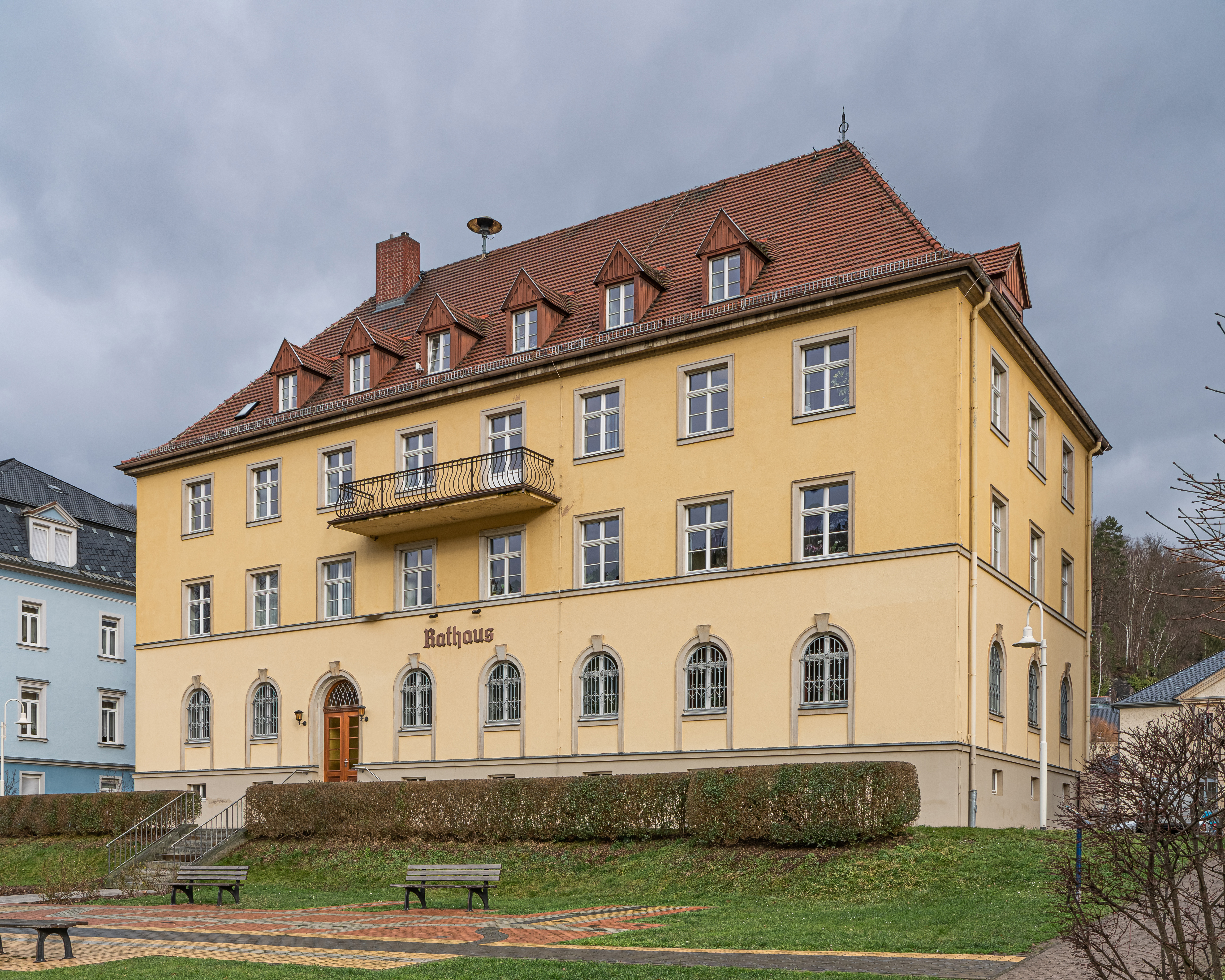
Rathaus von Bad Schandau

### Stadtrat
Die Stadtratswahl vom 9. Juni 2024 führte zu den nebenstehenden Ergebnissen. Frühere Wahlen sind tabellarisch aufgelistet.
| Stadtrat Bad Schandau ab 2024Insgesamt 14 Sitze - WV T: 3 - BIN: 3 - CDU: 3 - AfD: 5 | Liste                                         | 2024   | 2024   | 2019   | 2019   | 2014   | 2014   |
| Stadtrat Bad Schandau ab 2024Insgesamt 14 Sitze - WV T: 3 - BIN: 3 - CDU: 3 - AfD: 5 | Liste                                         | Sitze  | in %   | Sitze  | in %   | Sitze  | in %   |
| Stadtrat Bad Schandau ab 2024Insgesamt 14 Sitze - WV T: 3 - BIN: 3 - CDU: 3 - AfD: 5 | AfD                                           | 5      | 31,6   | 1      | 21,8   | –      | –      |
| Stadtrat Bad Schandau ab 2024Insgesamt 14 Sitze - WV T: 3 - BIN: 3 - CDU: 3 - AfD: 5 | Wählervereinigung Tourismus                   | 3      | 23,0   | 4      | 26,5   | 5      | 25,4   |
| Stadtrat Bad Schandau ab 2024Insgesamt 14 Sitze - WV T: 3 - BIN: 3 - CDU: 3 - AfD: 5 | Bürgerinitiative Naturpark Sächsische Schweiz | 3      | 22,8   | –      | –      | –      | –      |
| Stadtrat Bad Schandau ab 2024Insgesamt 14 Sitze - WV T: 3 - BIN: 3 - CDU: 3 - AfD: 5 | CDU                                           | 3      | 17,5   | 4      | 26,3   | 5      | 34,2   |
| Stadtrat Bad Schandau ab 2024Insgesamt 14 Sitze - WV T: 3 - BIN: 3 - CDU: 3 - AfD: 5 | Linke                                         | –      | 3,0    | 1      | 8,1    | 2      | 14,9   |
| Stadtrat Bad Schandau ab 2024Insgesamt 14 Sitze - WV T: 3 - BIN: 3 - CDU: 3 - AfD: 5 | Grüne                                         | –      | 2,0    | –      | –      | –      | –      |
| Stadtrat Bad Schandau ab 2024Insgesamt 14 Sitze - WV T: 3 - BIN: 3 - CDU: 3 - AfD: 5 | WV Prossen                                    | –      | –      | 1      | 7,9    | 1      | 7,5    |
| Stadtrat Bad Schandau ab 2024Insgesamt 14 Sitze - WV T: 3 - BIN: 3 - CDU: 3 - AfD: 5 | NPD                                           | –      | –      | –      | 4,8    | 1      | 6,7    |
| Stadtrat Bad Schandau ab 2024Insgesamt 14 Sitze - WV T: 3 - BIN: 3 - CDU: 3 - AfD: 5 | WV Waltersdorf                                | –      | –      | –      | 4,7    | –      | 3,9    |
| Stadtrat Bad Schandau ab 2024Insgesamt 14 Sitze - WV T: 3 - BIN: 3 - CDU: 3 - AfD: 5 | WV Porschdorf                                 | –      | –      | –      | –      | 1      | 7,4    |
| Stadtrat Bad Schandau ab 2024Insgesamt 14 Sitze - WV T: 3 - BIN: 3 - CDU: 3 - AfD: 5 | Wahlbeteiligung                               | 72,8 % | 72,8 % | 69,9 % | 69,9 % | 60,5 % | 60,5 % |

### Bürgermeister
Im Juni 2015 wurde im zweiten Wahlgang Thomas Kunack zum Nachfolger von Andreas Eggert gewählt.
| Wahl | Bürgermeister  | Vorschlag    | Wahlergebnis |
| ---- | -------------- | ------------ | ------------ |
| 2022 | Thomas Kunack  | WV Tourismus | 92,7 %       |
| 2015 | Thomas Kunack  | WV Tourismus | 58,7 %       |
| 2008 | Andreas Eggert | Eggert       | 78,3 %       |
| 2001 | Andreas Eggert | Eggert       | 52,6 %       |
| 1994 | Klaus Heidrich | CDU          | 67,0 %       |

### Verwaltung
Bad Schandau ist erfüllende Gemeinde der Verwaltungsgemeinschaft mit den Gemeinden von Reinhardtsdorf-Schöna und Rathmannsdorf.

### Wappen
Schandau erhielt 1480 von Prinz Ernst von Sachsen das Recht, ein Wappen und Siegel zu führen. Das Wappen zeigt ein Schiff mit Segel, ein mutmaßlicher Hinweis auf die Bedeutung der Elbschifffahrt.

### Städtepartnerschaften
Bad Schandau unterhält Städtepartnerschaften mit
- Überlingen, Gößweinstein, Fichtenau in Deutschland
- Česká Kamenice in Tschechien[13]

## Kultur und Sehenswürdigkeiten

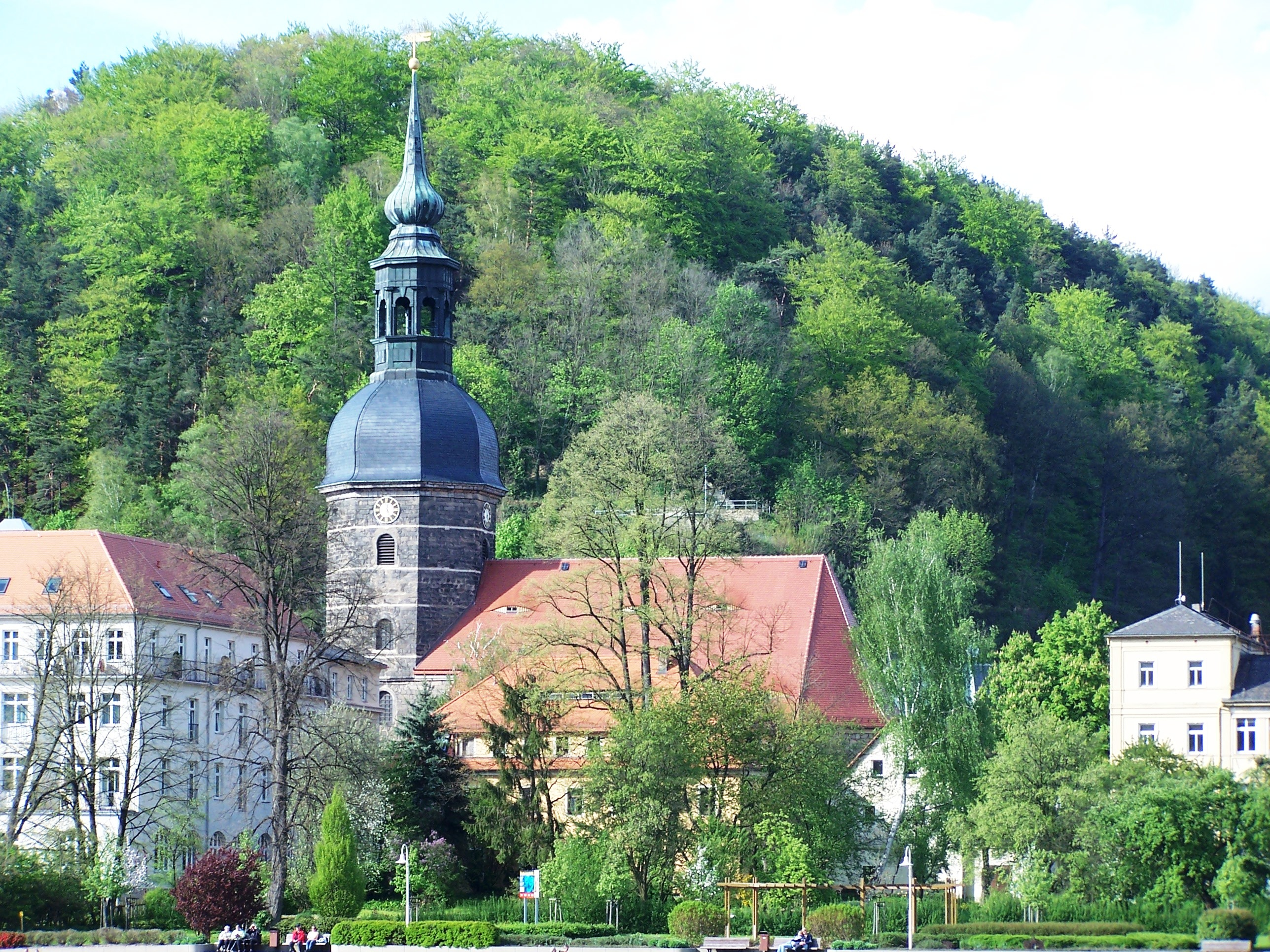
St.-Johannis-Kirche in Bad Schandau

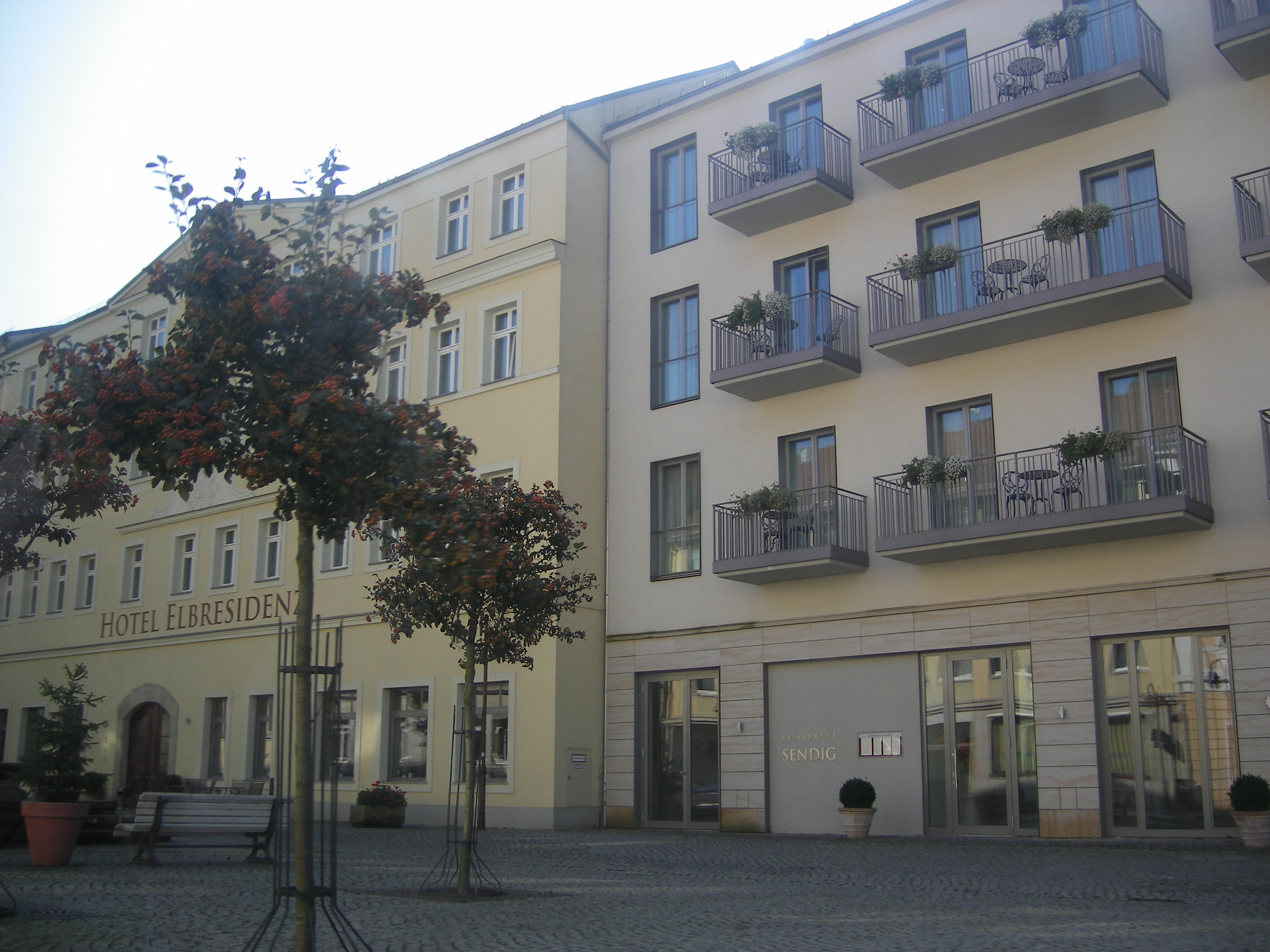
Hotel Elbresidenz auf dem Markt

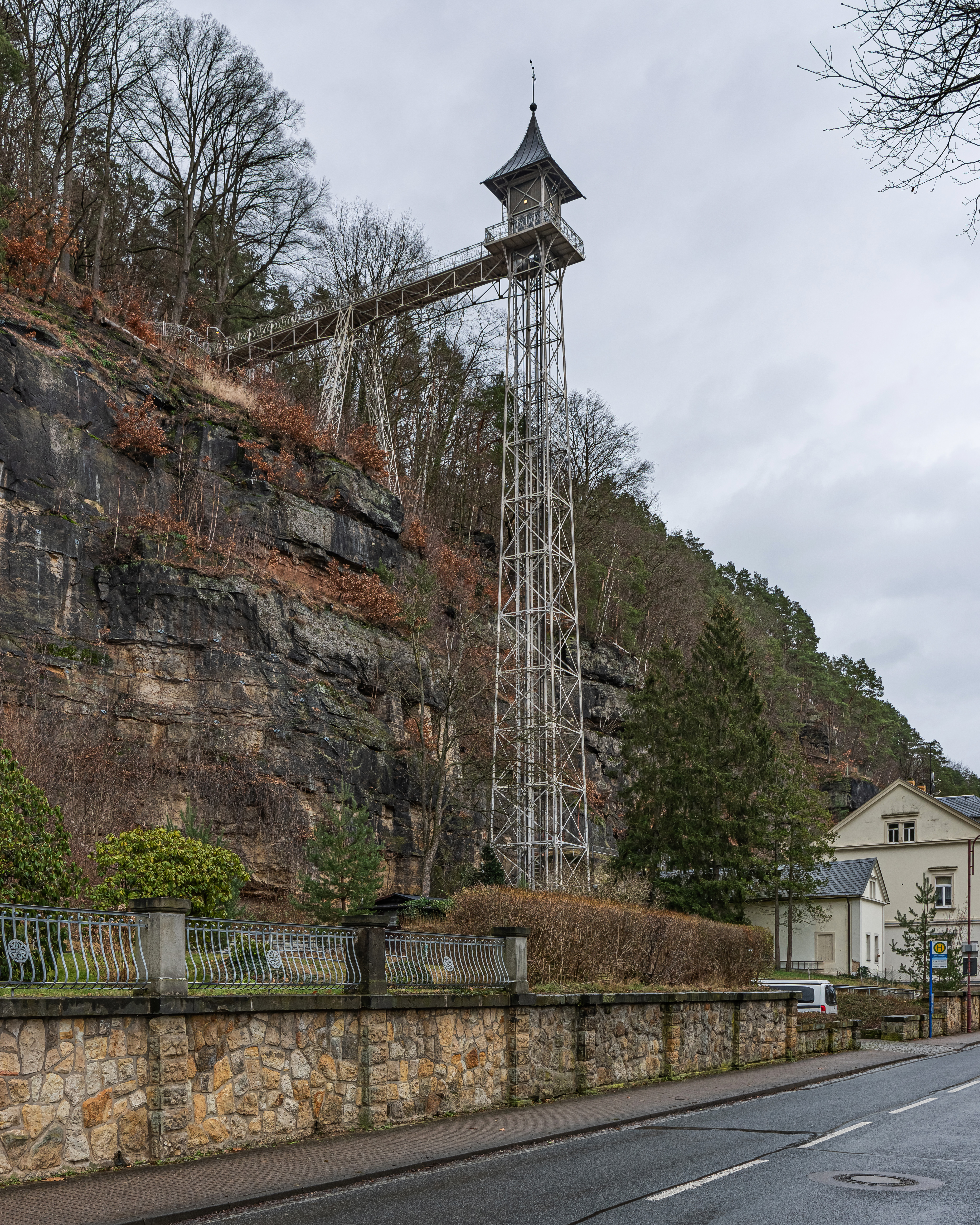
Personenaufzug

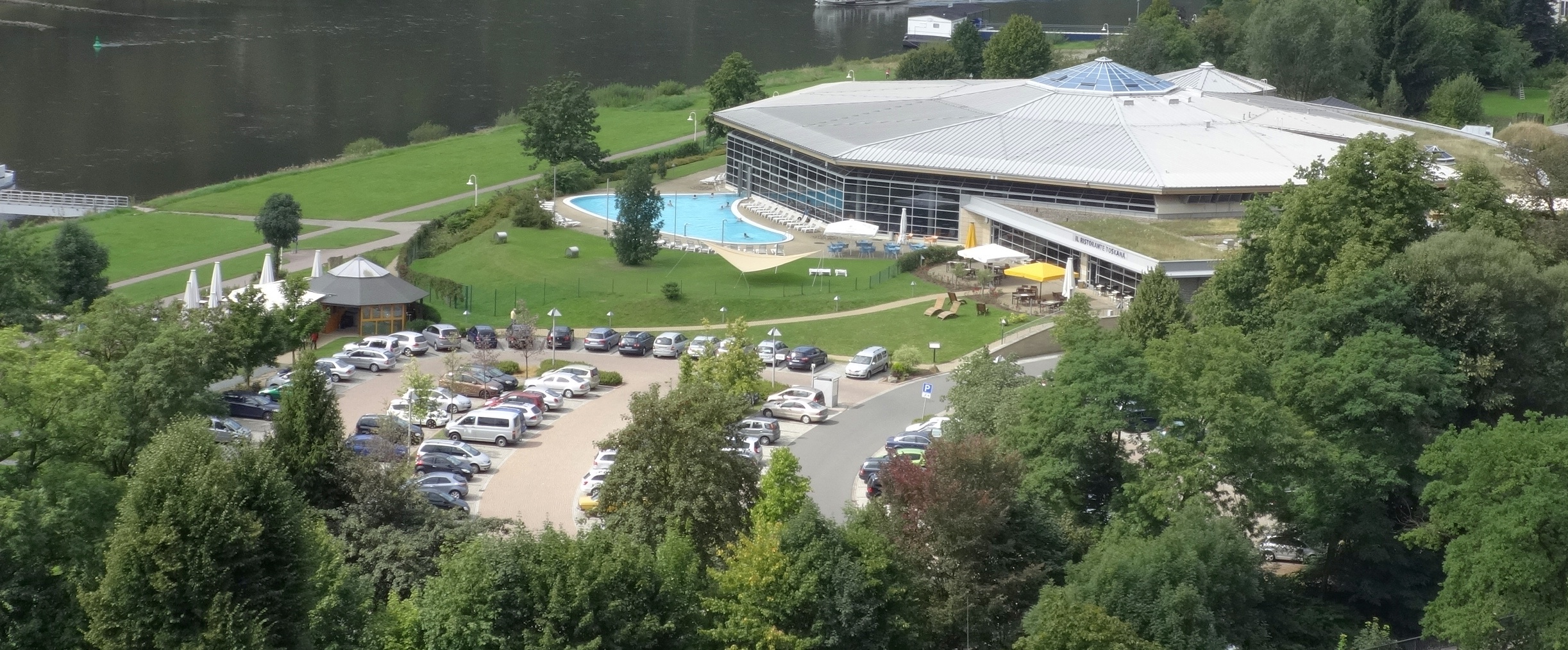
Toskana-Therme

### Museen
- Stadtgalerie
- Heimatmuseum
- Nationalparkzentrum – betrieben durch die Sächsische Landesstiftung Natur und Umwelt; in ehem. Kinogebäude, erbaut 1953 (informiert über Flora und Fauna der Nationalparkregion Sächsisch-Böhmische Schweiz und deren Zusammenhang mit der Geologie des Elbsandsteingebirges und der Landnutzung)
- Friedrich-Gottlob-Keller-Museum Krippen, Friedrich-Gottlob-Keller-Straße 76 (informiert über Erfindung und Erfinder des Holzschliffpapiers)

### Bauwerke / Sehenswürdigkeiten
Bad Schandaus rechtselbische Stadtsilhouette wird durch die die Elbe säumenden Hotels der Gründerzeit, die zwei Elbbrücken und die St.-Johannis-Kirche geprägt.
Von 2002 bis 2007 wurden umfassende Sanierungsarbeiten an den Gründerzeit-Hotels der Elbfront vorgenommen – das bekannteste im 19. Jahrhundert war das Dampfschiff. Die Gebäude wurden von Grund auf entkernt und die Fassaden restauriert. Einige Appartementkomplexe sind in Bäder-Villen untergebracht. Das Ensemble wurde 2007 unter dem Namen Elbresidenz Bad Schandau wiedereröffnet.
Die massige evangelische St.-Johannis-Kirche mit ihrem achteckigen Westturm besteht in ihrer heutigen Form seit 1679. Die laternenbekrönte Barockhaube erhielt der Turm 1711 nach einem Stadtbrand. Die Innengestaltung der Kirche mit hölzerner Kassettendecke, einstöckigen Emporen und farbigen Fenstern im Altarraum ist das Ergebnis der grundlegenden Umgestaltung 1876/77. Besonders wertvoll ist der zweigeschossige Renaissancealtar aus Sandstein, den der Dresdner Bildhauer Hans Walther ursprünglich für die Dresdner Kreuzkirche schuf und der von 1760 bis 1902 in der Dresdner Annenkirche stand.
Hauptsehenswürdigkeit des Marktplatzes mit Rathaus (1863) und einigen Renaissancebauten (Brauhof Gambrinus, Haus Nr. 1 mit Fachwerkobergeschoss) war seit 1896 der vor der Kirche platzierte Sendig-Brunnen, der im Zweiten Weltkrieg aus bisher ungeklärter Ursache seinen Jugendstil-Aufsatz mit Skulpturen eingebüßt hat. Von 1994 bis 2011 wurde die Rekonstruktion dieses Aufsatzes durchgeführt.
Die Kureinrichtungen und der 3.500 m² große Botanische Garten mit über 1.500 Pflanzenarten (1.900 angelegt) befinden sich am Eingang des Kirnitzschtals. An der Haltestelle der Kirnitzschtalbahn steht der sogenannte Eiszeitstein zum Zwecke der Dokumentation, dass im Pleistozän die geschlossene Inlandeisdecke von Skandinavien bis hier reichte. Westlich vom Stadtpark befindet sich der Schandauer Schlossberg, unter anderem mit dem Burgstall Schomberg.
In der Nähe des Parkhotels und des Personenaufzugs nach Ostrau steht direkt vor dem rechtselbischen Hang die katholische Kirche. Dieses Gebäude wurde als russische Diplomatenunterkunft im klassizistischen Sankt Petersburger Villenstil des 19. Jahrhunderts errichtet und wird seit 1924 von der katholischen Kirche als Sakralgebäude genutzt.
Der historische Personenaufzug nach Ostrau ist eine 50 Meter hohe, freistehende Eisenkonstruktion, die zum höher gelegenen Ortsteil Ostrau führt. Der Hotelier Rudolf Sendig ließ diesen elektrisch betriebenen Aufzug 1904 durch die Firmen Kelle & Hildebrandt (Eisenkonstruktion) und Kühnscherf & Söhne (Aufzug) errichten. Am Ostersonntag 1905 wurde der Aufzug offiziell eingeweiht, die seit 1954 denkmalgeschützten Nietfachwerkkonstruktion wurde 1989–1990 restauriert. Wegen der Aussicht über die Sächsische Schweiz um Bad Schandau, insbesondere die Schrammsteine, aber auch wegen der dezenten Jugendstilornamentik zählt eine Fahrt mit dem technischen Denkmal zu den touristisch beworbenen Attraktionen.
Die sogenannte Ostrauer Scheibe ist auch auf einem Wanderweg vom Botanischen Garten im Kirnitzschtal, über den alten Fuhrweg (Ostrauer Berg) sowie durch eine Straße in Serpentinen von Postelwitz aus mit dem PKW erreichbar.
Das beim Elbhochwasser 2002 stark beschädigte fünf Monate alte Schrammstein-Bad wurde nach Insolvenz des ursprünglichen Betreibers vom neuen Betreiber Toskanaworld GmbH am 1. Oktober 2004 als Toskana-Therme in Betrieb genommen. Ähnliche Anlagen des Betreibers gibt es in Bad Sulza und Bad Orb. Die Baukosten für das Bad betrugen 38 Millionen DM. Ein erneutes Hochwasser im Juni 2013 verursachte einen Schaden von 6,3 Millionen Euro; das Bad war bis April 2014 geschlossen. Pro Jahr besuchen etwa 180.000 Besucher die Toskana-Therme, 25 Mitarbeiter erwirtschaften einen Umsatz von drei Millionen Euro.
Neben dem Nationalparkzentrum befindet sich auf dem Gebiet der Stadt Bad Schandau auch die Jugendbildungsstätte des Nationalparks. Sie befindet sich auf der Sellnitz.

### Gedenkstätten
- Lutherdenkmal von 1817 mit Luthereiche, am Lutherweg von Bad Schandau nach Ostrau
- VVN-Denkmal im Kurpark für die Opfer des Faschismus
- Gedenkstein vor der Berghütte über dem Zahnsgrund im Ortsteil Ostrau für den kommunistischen Widerstandskämpfer Kurt Schlosser, der 1944 in Dresden ermordet wurde
- Gedenktafel von 1957 an einer Höhle in den Schrammsteinen zur Erinnerung an die Widerstandskämpfer der Vereinigten Kletterabteilung Dresden
- Krinitzgrab am Großen Winterberg zur Erinnerung an einen dort 1908 wahrscheinlich ermordeten Studenten

### Dialekt
In Bad Schandau wird eine spezielle Form des sächsischen Dialektes gesprochen: das Südostmeißnische ist einer der fünf meißnischen Dialekte.

## Wirtschaft und Infrastruktur

### Verkehr

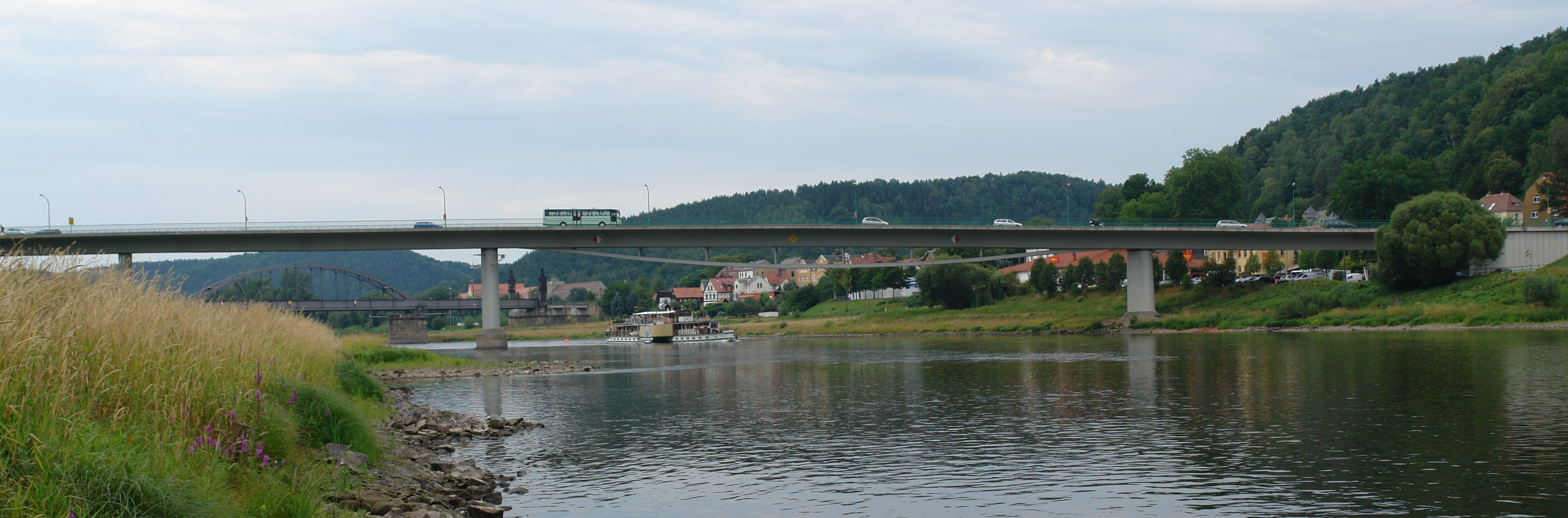
Bild der Bad Schandauer Straßenbrücke, im Hintergrund die Carolabrücke (Eisenbahn)

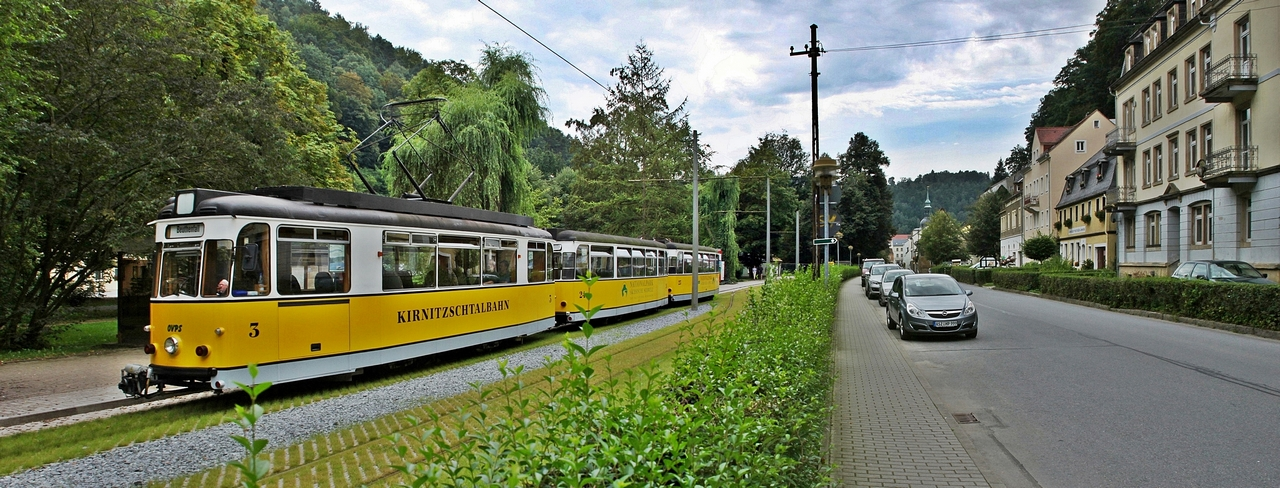
Zug der Kirnitzschtalbahn an der Endhaltestelle am Bad Schandauer Stadtpark

Am linken Elbufer zieht sich die Eisenbahntrasse (Bahnstrecke Dresden–Děčín) hin. Der Bahnhof Bad Schandau wurde von 2008 bis 2011 komplett saniert und erneuert. Er verfügt über vier Gleise mit Bahnsteigen und zwei Gleise für durchfahrende Züge ohne Bahnsteige. Auf einem Teil des Bahnhofgeländes wurde ein Busbahnhof angelegt. Der Bahnhof wurde 2012 vom Schienenbündnis Allianz pro Schiene zum besten Tourismusbahnhof gewählt.
Bad Schandau ist Haltepunkt für EuroCity-Verbindungen zwischen Berlin und Prag. Einzelne Züge fahren weiter nach Budapest, Hamburg und Binz. Im Regionalverkehr wird Bad Schandau von der Linie S 1 (Schöna–Meißen-Triebischtal) der S-Bahn Dresden bedient, zudem fahren Regionalzüge nach Sebnitz und Neustadt in Sachsen (Bahnstrecke Bautzen–Bad Schandau) sowie grenzüberschreitend nach Rumburk, Děčín und Litoměřice in Tschechien.
Die Stadtmitte ist vom Bahnhof mit einer Fährverbindung sowie über eine Elbbrücke zu erreichen, die seit dem 6. November 2024 wegen Zweifeln an der Tragfähigkeit für den kompletten Verkehr gesperrt ist. Weitere Fähren verkehren zwischen dem eigentlichen Schandauer Ortskern und Krippen, zwischen Krippen und dem Ortsteil Postelwitz, sowie zwischen dem Ortsteil Schmilka und dem zu Reinhardtsdorf-Schöna gehörenden Bahnhof Schmilka-Hirschmühle.
Auch mit den regionalen Buslinien des Regionalverkehrs Sächsische Schweiz-Osterzgebirge kann die Stadt erreicht werden. Die Stadt ist der kleinste deutsche Ort mit einem selbstverwalteten Straßenbahnbetrieb (Linie Schandau – Lichtenhainer Wasserfall), der sogenannten Kirnitzschtalbahn. Sie wird seit 1898 betrieben. Beiderseits des Elbufers verläuft der Elberadweg.

### Kliniken zur Rehabilitation
- Kirnitzschtal-Klinik: spezialisiert auf konservative orthopädische Therapie von akuten und degenerativen Erkrankungen des Muskel- und Skelettsystems
- Falkenstein-Klinik im Stadtteil Ostrau: etwa 125 Mitarbeiter, spezialisiert auf die Behandlung von Verdauungs- und Stoffwechselerkrankungen, Herz-Kreislauf-Erkrankungen und Diabetes

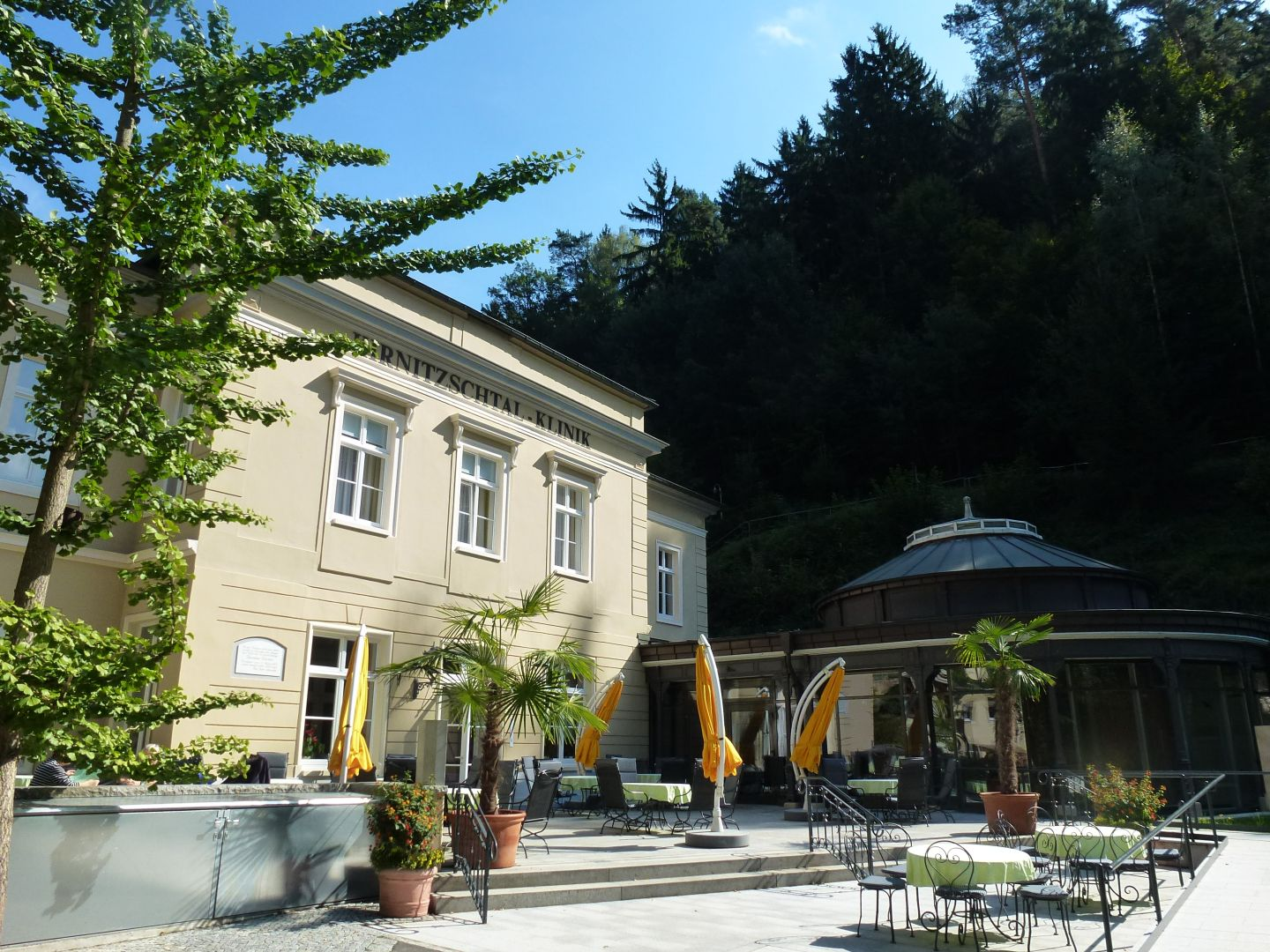
Kirnitzschtal-Klinik mit Erinnerungstafel für Theodor Körner
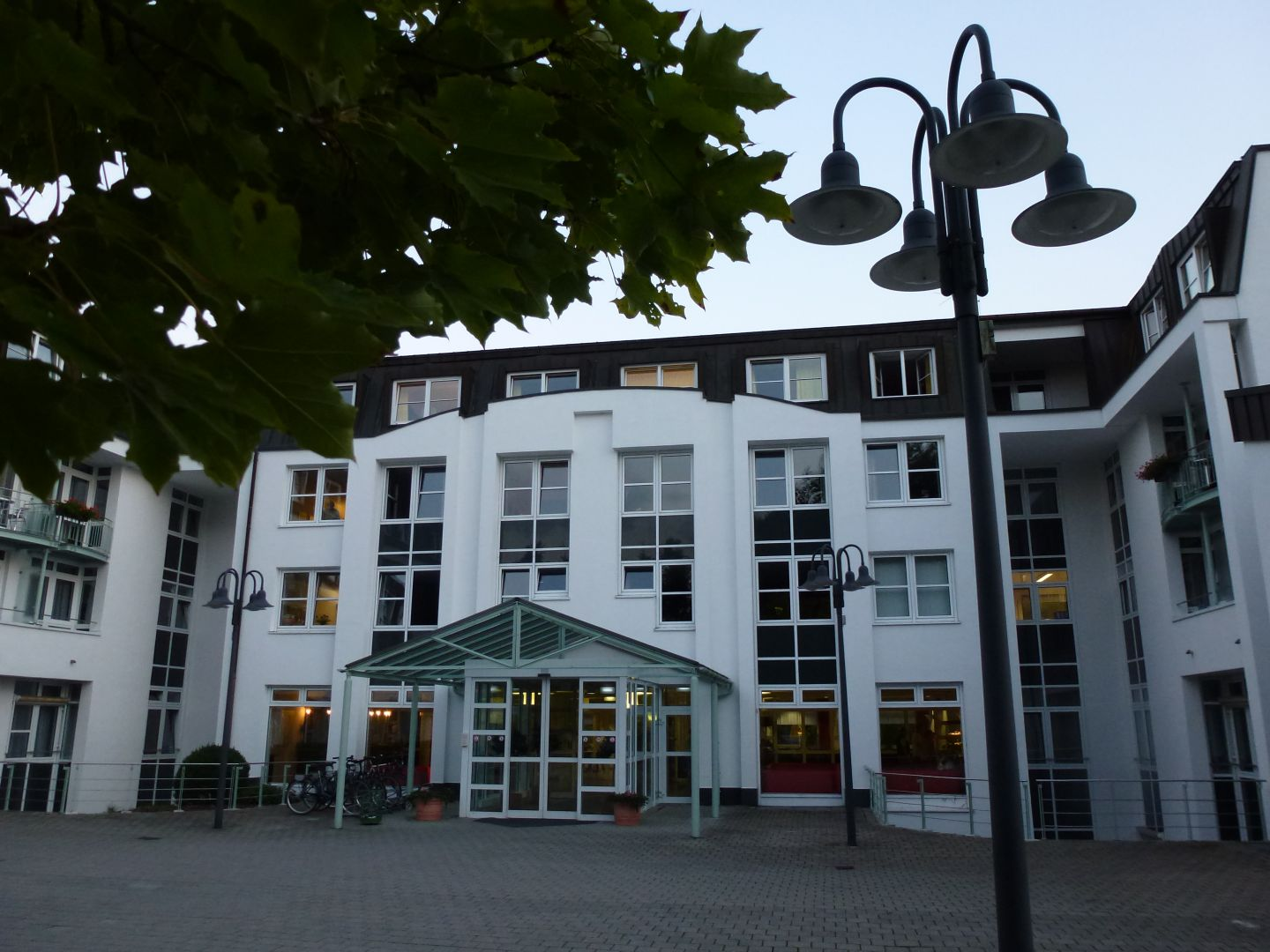
Falkenstein-Klinik

### Schule
Am Rande des Kurparks befindet sich die zweizügige Erich-Wustmann-Grundschule. Weiterführende Schulen befinden sich in Königstein (Sächsische Schweiz), Sebnitz und Pirna.

## Persönlichkeiten

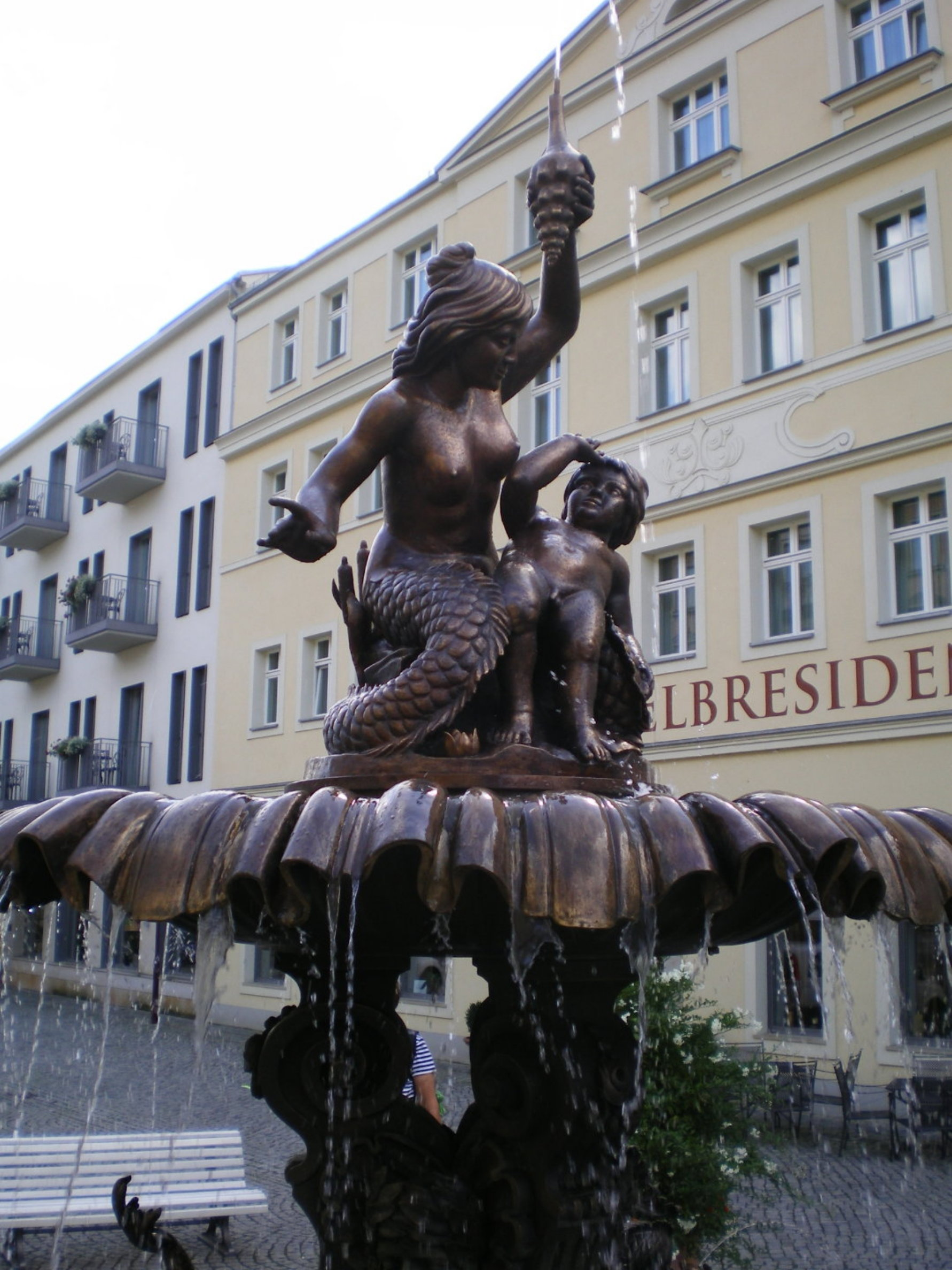
Sendigbrunnen

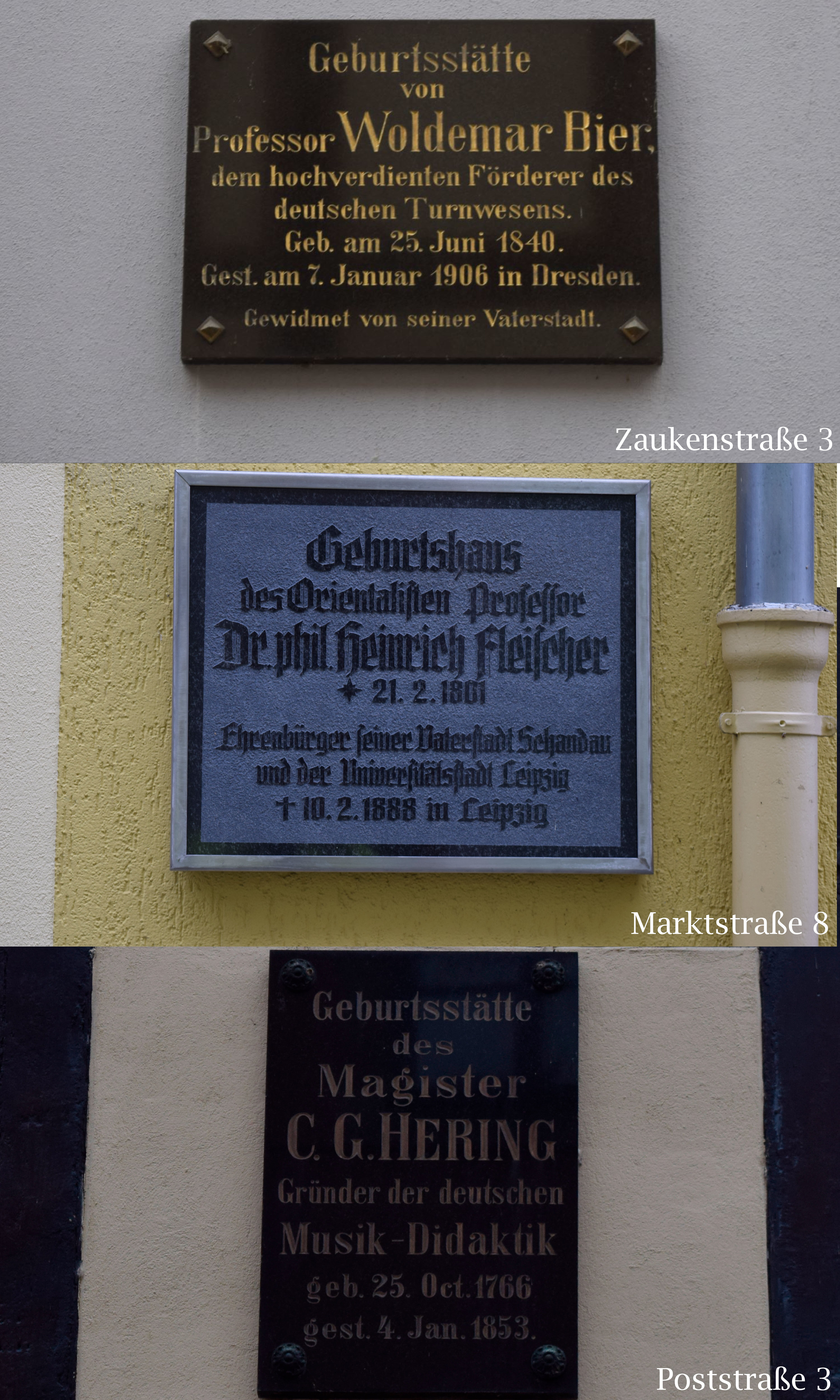
Gedenktafeln an einige Ehrenbürger der Stadt Schandau

### Söhne und Töchter der Stadt
- Christian Andreas Siber (1662–1704), Pädagoge und lutherischer Theologe
- Urban Gottfried Siber (1669–1741), evangelischer Theologe
- Carl Gottlieb Hering (1766–1853), Komponist
- Gotthelf Traugott Esaias Häntzschel (1779–1848), Kaufmann und Politiker, Mitglied des Landtags (Königreich Sachsen)
- Heinrich Leberecht Fleischer (1801–1888), Orientalist
- Gustav Biedermann Günther (1801–1866), Chirurg und Hochschullehrer
- Rudolph Hering (1803–1888), sächsischer Bergrat, nach dem der Rudolphschacht im Marienberger Revier benannt wurde
- Otto Graf zu Münster (1825–1893), Kreishauptmann in Leipzig
- Adolf Tannert (1839–1913), Künstler und Schriftsetzer
- Ernst Woldemar Bier (1840–1906), Direktor der Turnlehrerbildungsanstalt in Dresden, Förderer des deutschen Turnwesens,
- Ernst Grumbt (1840–1917), Unternehmer und Reichstagsabgeordneter
- Johannes Käubler (1849–1924), Jurist und MdL
- Otto Höfer (1861–1919), Gymnasiallehrer und Altphilologe
- Franz Biener (1866–1940), Politiker
- Grete Back (1878–1965), Fotografin
- Willy Häntzschel (1906–1993), Bergsteiger
- Karl Schröder (1912–1996), Kameramann
- Jaki Liebezeit (1938–2017), Musiker der Gruppe Can
- Jürgen Kleditzsch (* 1944), Mediziner, Minister für Gesundheitswesen der DDR, Bundestagsabgeordneter

### Ehrenbürger
- Wolfgang Spang, Ehrenbürger in Würdigung seiner Verdienste zum Wohl der Stadt Bad Schandau seit dem 15. Mai 2013.
- Wolfgang Schindele, Ehrenbürger in Würdigung seiner Verdienste um die Städtepartnerschaft zwischen den Städten Überlingen und Bad Schandau seit dem 15. Mai 2013.
- Werner Kirschner, Ehrenbürger in Würdigung seiner Verdienste zum Wohle der Stadt seit dem 21. März 2013.
- Reinhard Ebersbach, Oberbürgermeister der Partnerstadt Überlingen. Ehrenbürger in Würdigung seiner Verdienste um die Städtepartnerschaft zwischen den Städten Überlingen und Bad Schandau seit dem 23. Oktober 1993.
- Iwan Grigorjewitsch Kasakow, 1. Stadtkommandant nach 1945. Verleihung der Ehrenbürgerschaft am 7. Oktober 1972 in Anerkennung und als Dank für die gewährte Hilfe und Unterstützung.
- Max Richter, 1895 – 17. Februar 1970, langjähriger Stadtverordneter. Ehrenbürger seit dem 23. April 1966 in Anerkennung seiner Tätigkeit.
- Erich Wustmann, Völkerkundler und Reiseschriftsteller, der (mit Unterbrechungen) zwischen 1909 und 1994 in Ostrau lebte. Ehrenbürger in Anerkennung seiner Verdienste bei der Durchführung einer erfolgreichen Expedition in das Innere Brasiliens seit dem 14. August 1956.
- Rudolf Sendig, Ehrenbürger seit dem 9. November 1921 in Anerkennung seiner Verdienste auf dem Gebiet des Fremdenverkehrs.
- Heinrich Leberecht Fleischer, s. o., Ehrenbürger seit 1874.
- Gustav Emil Michler (laut seiner Grabsteininschrift; Kgl. Sächs. Oberzollrat a. D., Ritter hoher Orden und Ehrenbürger der Stadt Bad Schandau).

### Weitere mit Bad Schandau verbundene Persönlichkeiten
- Friedrich Gottlob Keller (1816–1895), Erfinder des Holzschliffpapiers
- Ursula Hasse (1925–2013), Malerin und Keramikerin
- Christian Hasse (* 1931), Maler und Grafiker

## Sonstiges

Hotel Elbresidenz an der Therme in Bad Schandau

Während der Dreharbeiten zu seinem Film Inglourious Basterds wohnte der US-Filmemacher Quentin Tarantino zeitweise im Bad Schandauer Hotel Elbresidenz. Ebenfalls wohnte dort auch die Schauspielerin Kate Winslet während der Dreharbeiten zu dem Film „Der Vorleser“. Bei der Verfilmung von Der Wolkenatlas mit Tom Hanks diente das Hotel als Drehort am 13. Oktober 2011.